# Morelos kommun, Michoacán de Ocampo
Morelos är en kommun i Mexiko.   Den ligger i delstaten Michoacán de Ocampo, i den centrala delen av landet, 250 km väster om huvudstaden Mexico City.
Följande samhällen finns i Morelos:
- San Nicolás Tumbastatiro
- Zárate
- El Fresno
- El Desmonte
- La Viga
- La Salud
- San Miguel
- Colonia el Granjeno
- San Isidro
- Ziracuaréndiro